# Michael Redgrave

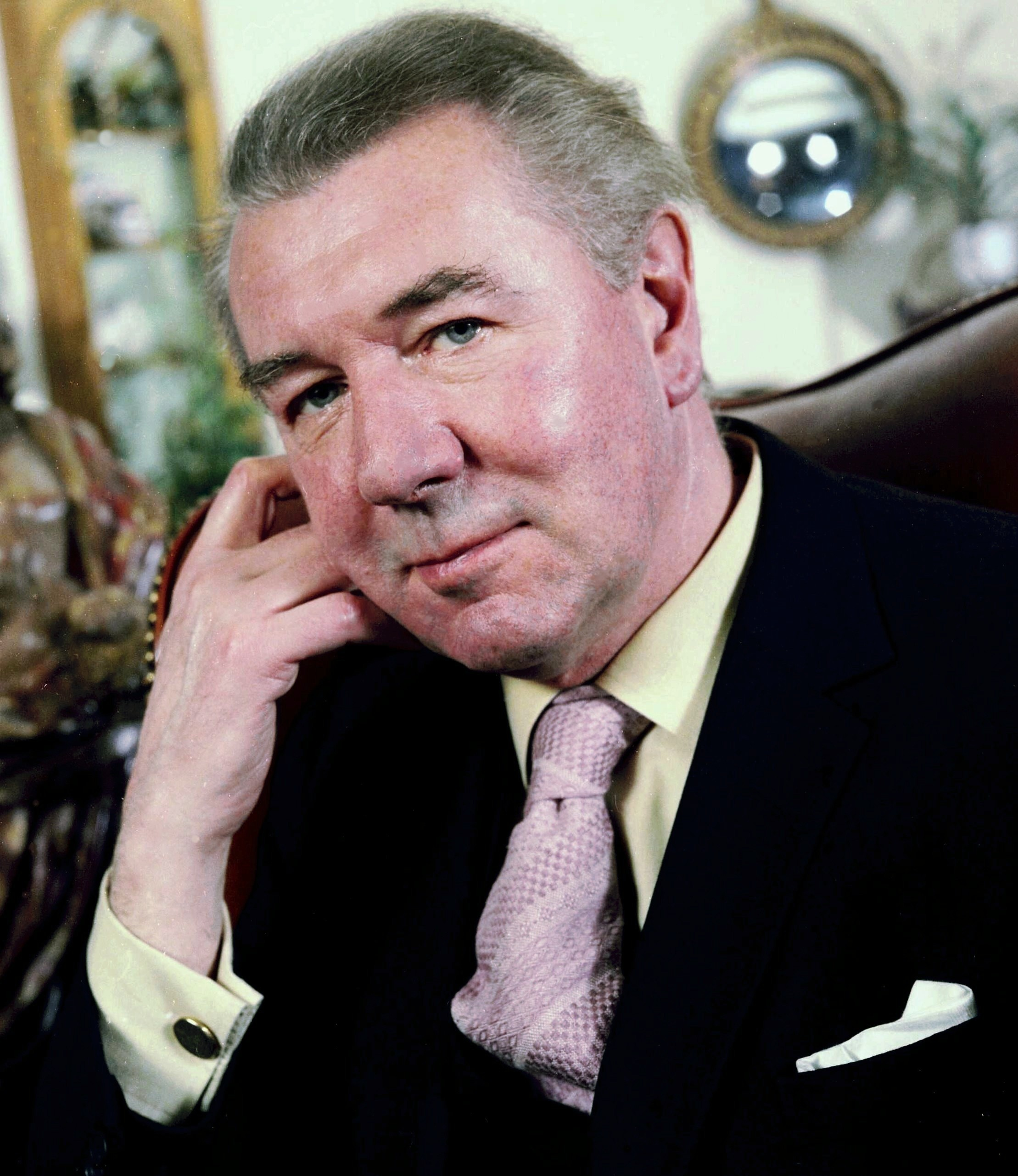
Michael Redgrave (1978)

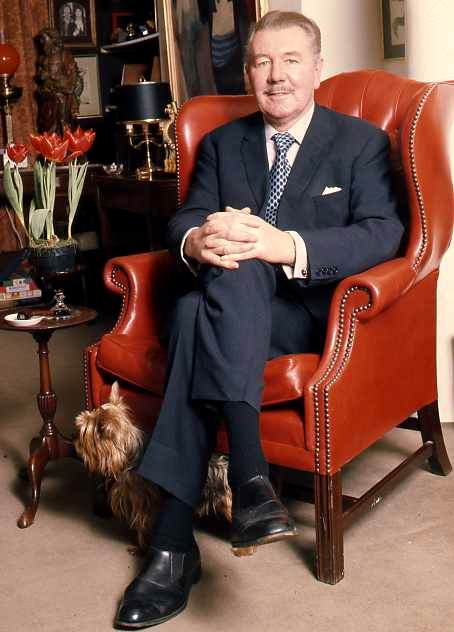
Michael Redgrave (1973)

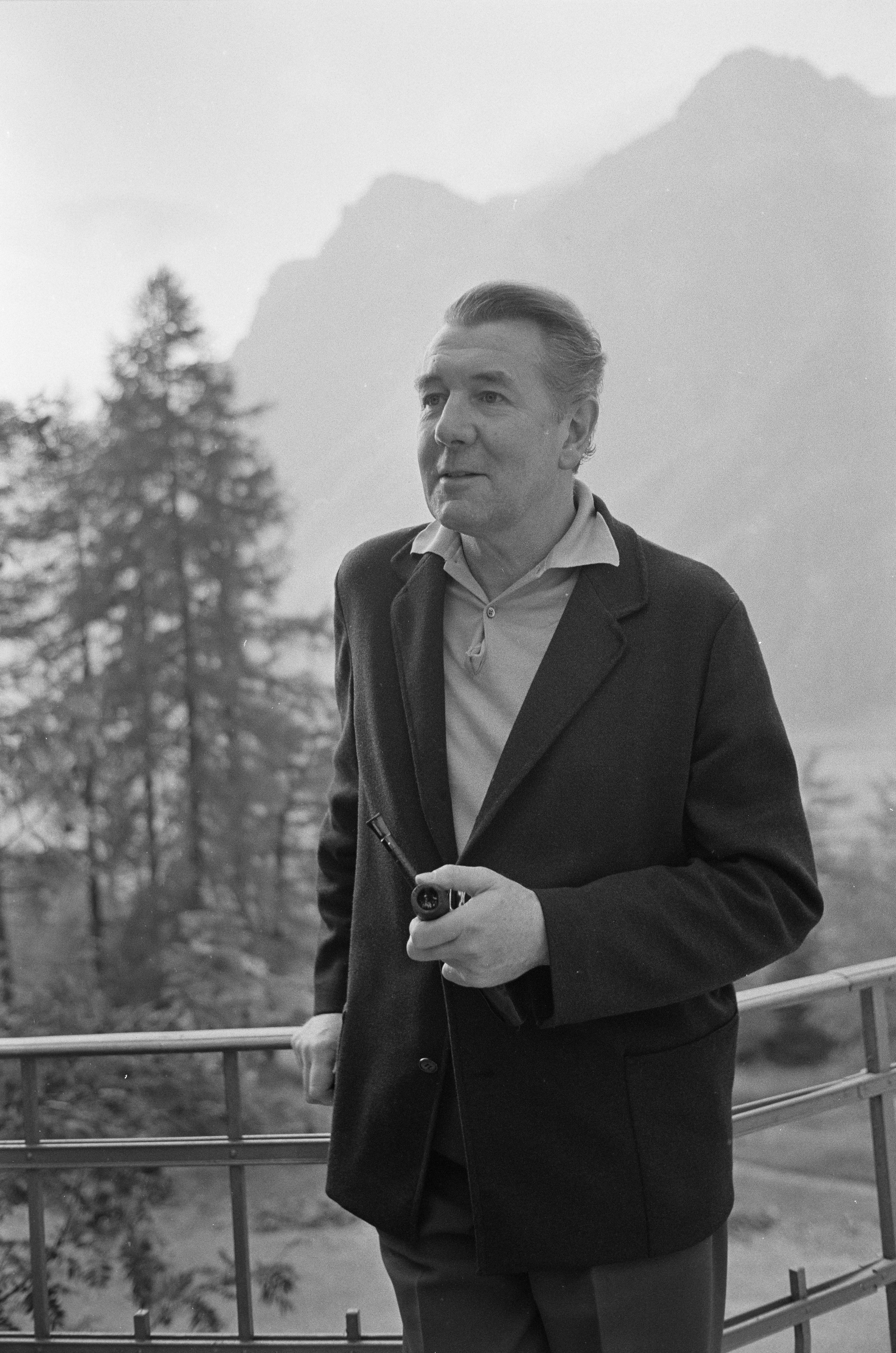
Michael Redgrave, bei den Dreharbeiten von Heidi kehrt heim (1967)

Sir Michael Scudamore Redgrave CBE (* 20. März 1908 in Bristol; † 21. März 1985 in Denham, Buckinghamshire) war ein britischer Schauspieler, Theaterregisseur und Autor, der insbesondere zwischen den 1930er- und 1950er-Jahren ein bedeutender Star des britischen Kinos war.

## Leben und Schaffen
Redgrave wurde als Sohn des Stummfilmstars Roy Redgrave und der Schauspielerin Margaret Scudamore geboren. Er studierte in Cambridge und wurde anschließend zunächst Lehrer, Herausgeber einer Zeitung und freier Journalist. Durch seine Mitwirkung an einem Amateurtheater fand er schließlich zur professionellen Schauspielerei. 1934 ging er nach Liverpool zum Theater.
Sein Filmdebüt hatte der Schauspieler 1936 mit einer kleinen Rolle in Alfred Hitchcocks Geheimagent. Der Regisseur fand Gefallen an seiner Leistung und gab ihm zwei Jahre später die Hauptrolle eines exzentrischen Musikanten in der Kriminalkomödie Eine Dame verschwindet mit Margaret Lockwood. Diese Filmrolle machte ihn populär und fortan zählte er zu den Stars des britischen Filmes. Es folgten diverse weitere Hauptrollen, sowohl in ernsten als auch komischen Stoffen. So verkörperte er etwa die Titelrolle des Kipps etwa Kipps in der Romanverfilmung Kipps – Roman eines einfachen Menschen. 
1940, nach Beginn des Weltkrieges, übernahm er für die Wartime Tour des Glyndebourne Festivals die Rolle des Macheath in The Beggar’s Opera. Seine Partnerinnen als Polly waren Audrey Mildmay und Irene Eisinger. Zwischen 1941 und 1942 diente Redgrave bei der Royal Navy, ehe er wieder zur Schauspielerei zurückkehrte. Im Umfeld des Zweiten Weltkrieges spielte er in mehreren Kriegsfilmen. 1945 war er in Traum ohne Ende, einem Klassiker des britischen Horrorfilms. 1947 ging er nach Hollywood, wo er für sein amerikanisches Filmdebüt in der Eugene-O’Neill-Adaption Trauer muss Elektra tragen eine Oscar-Nominierung als Bester Hauptdarsteller erhielt. Sein Versuch, sich auch dort als Filmstar zu etablieren, war allerdings auf die Dauer eher erfolglos und so kehrte er zum britischen Film zurück.
Beim Filmfestival Cannes 1951 wurde er mit dem Darstellerpreis für seine Darstellung eines scheinbar emotionslosen, gescheiterten Lehrers in dem von Anthony Asquith inszenierten Drama Konflikt des Herzens nach einem Stück von Terence Rattigan ausgezeichnet. Im nachfolgenden Jahr spielte Redgrave erneut unter Asquith Regie, dieses Mal wieder im Komödiengenre als Jack Worthing in der Oscar-Wilde-Verfilmung Ernst sein ist alles. 1955 übernahm er die Hauptrolle in dem kommerziell sehr erfolgreichen Kriegsfilm Mai 1943 – Die Zerstörung der Talsperren.
In späteren Jahren wandte sich Michael Redgrave altersbedingt zusehends Charakterrollen zu, neben Hauptrollen nunmehr auch als Nebendarsteller. Zu seinen bekannteren späteren Filmauftritten von ihm zählen Burgomil Trebitsch in Orson Welles’ Herr Satan persönlich (1955), der an den ihm anvertrauten Kindern eher desinteressierte Onkel in dem Horrorfilm Schloß des Schreckens (1961), der Leiter einer Anstalt für jugendliche Straftäter in Tony Richardsons British-New-Wave-Klassiker Die Einsamkeit des Langstreckenläufers (1962) und der sich an seine Kindheit zurückerinnernde ältere Mann in Der Mittler (1971) unter Regie von Joseph Losey. Häufiger übernahm Redgrave nun auch Fernsehrollen, etwa als Großvater in dem Fernsehfilm Heidi kehrt heim von 1968.
Vielbeachtet wurden am Theater in den 1960er-Jahren seine Titelrollen in Tschechows Onkel Wanja und Ibsens Baumeister Solness. Neben seiner Schauspielkarriere verfasste Redgrave auch insgesamt fünf Bücher, darunter zwei Autobiografien, sowie mehrere Theaterstücke. Mitte der 1970er-Jahre machte sich die Parkinson-Krankheit bei ihm zusehends bemerkbar, woraufhin er seine Schauspielkarriere beendete.

## Privatleben
Ab 1935 war Redgrave mit der Schauspielerin Rachel Kempson verheiratet. Ihre Kinder Vanessa Redgrave (* 1937), Corin Redgrave (1939–2010) und Lynn Redgrave (1943–2010) wurden ebenfalls Schauspieler. Auch die Enkelkinder Natasha Richardson (1963–2009), Joely Richardson (* 1965) und Jemma Redgrave (* 1965) sowie die Urenkelin Daisy Bevan (* 1992) folgten ins Schauspielgeschäft. Obwohl der bisexuelle Schauspieler auch außereheliche Affären hatte, hielt die Ehe mit Kempson bis zu seinem Tod.
Redgrave stand aufgrund seiner politisch progressiven Gesinnung unter Beobachtung des MI5.
1952 wurde er zum Commander des Order of the British Empire, 1959 schließlich zum Ritter erhoben. Er starb einen Tag nach seinem 77. Geburtstag in Denham.

## Auszeichnungen
- 1947: Preis des National Board of Review als Bester Schauspieler für Trauer muss Elektra tragen
- 1948: Oscar-Nominierung als Bester Hauptdarsteller für Trauer muss Elektra tragen
- 1951: Darstellerpreis des Filmfestivals von Cannes für Konflikt des Herzens
- 1952: Ernennung zum Commander des Order of the British Empire
- 1956: BAFTA-Nominierung als Bester britischer Schauspieler für The Night My Number Came Up
- 1958: BAFTA-Nominierung als Bester britischer Schauspieler für Time Without Pity
- 1959: Ernennung zum Knight Bachelor

## Filmografie (Auswahl)
- 1936: Geheimagent (Secret Agent)
- 1938: Eine Dame verschwindet (The Lady Vanishes)
- 1939: Träumende Augen (Stolen Life)
- 1940: Die Sterne blicken herab (The Stars Look Down)
- 1941: Kipps – Roman eines einfachen Menschen (Kipps)
- 1942: Die Blockade (The Big Blockade)
- 1942: Thunder Rock
- 1945: The Way to the Stars
- 1945: Traum ohne Ende (Dead of Night)
- 1946: Das gefangene Herz (The Captive Heart)
- 1947: Fame is the Spur
- 1947: Trauer muss Elektra tragen (Mourning Becomes Electra)
- 1948: Geheimnis hinter der Tür (Secret Beyond the Door)
- 1951: Konflikt des Herzens (The Browning Version)
- 1951: Der wunderbare Flimmerkasten (The Magic Box)
- 1952: Ernst sein ist alles (The Importance of Being Earnest)
- 1954: The Sea Shall Not Have Them
- 1955: The Night My Number Came Up
- 1955: Herr Satan persönlich (Mr. Arkadin)
- 1955: Mai 1943 – Die Zerstörung der Talsperren (The Dam Busters)
- 1955: Fledermaus 1955 (Oh, Rosalinda!)
- 1956: 1984
- 1957: In letzter Stunde (Time Without Pity)
- 1958: Vier Pfeifen Opium (The Quiet American)
- 1958: Herzlich willkommen im Kittchen (Law and Disorder)
- 1958: Hinter der Maske (Behind the Mask)
- 1959: Ein Händedruck des Teufels (Shake Hands with the Devil)
- 1959: Die den Tod nicht fürchten (The Wreck of the Mary Deare)
- 1961: Schloß des Schreckens (The Innocents)
- 1962: Die Einsamkeit des Langstreckenläufers (The Loneliness of the Long Distance Runner)
- 1963: Uncle Vanya
- 1965: Ein Haufen toller Hunde (The Hill)
- 1965: Kennwort „Schweres Wasser“ (The Heroes of Telemark)
- 1965: Cassidy, der Rebell (Young Cassidy)
- 1966: Alice in Wonderland (Fernsehfilm)
- 1967: Die 25. Stunde (La Vingt-cinquième Heure)
- 1967: Geheimauftrag K (Assignment K)
- 1968: Heidi kehrt heim (Heidi, Fernsehfilm)
- 1969: Oh! What a Lovely War
- 1969: Luftschlacht um England (Battle of Britain)
- 1969: Goodbye, Mr. Chips
- 1970: David Copperfield (Fernsehfilm)
- 1970: Das Durchgangszimmer (Connecting Rooms)
- 1971: Der Mittler (The Go-Between)
- 1971: Nikolaus und Alexandra (Nicholas and Alexandra)
- 1971: A Christmas Carol (Fernsehfilm, Stimme)
- 1973: Dr. Jekyll und Mr. Hyde (Dr. Jekyll and Mr. Hyde, Fernsehfilm)
- 1975: Rime of the Ancient Mariner

## Bibliografie
- Water Music for a Botanist W. Heffer, Cambridge (1929), Gedichtband
- The Actor's Ways and Means Heinemann (1953)
- Mask or Face: Reflections in an Actor's Mirror Heinemann (1958)
- The Mountebank's Tale Heinemann (1959)
- In My Mind's I: An Actor's Autobiography Viking (1983)